# Svit Sešlar
Svit Sešlar (Marburgo, 9 gennaio 2002) è un calciatore sloveno, centrocampista o ala del Celje, in prestito dall'Eyüpspor, e della nazionale slovena.

## Biografia
È il figlio dell'allenatore ed ex calciatore Simon Sešlar.

## Carriera

### Club
Ha giocato nella prima divisione slovena ed in quella turca.

### Nazionale
Ha giocato nelle nazionali giovanili slovene Under-16, Under-18 ed Under-21.
Ha esordito con la nazionale maggiore slovena il 14 novembre 2024, nella partita di UEFA Nations League persa per 1-4 contro la Norvegia.

## Statistiche

### Presenze e reti nei club
Statistiche aggiornate al 14 marzo 2025.
| Stagione               | Squadra                | Campionato             | Campionato | Campionato | Coppe nazionali | Coppe nazionali | Coppe nazionali | Coppe continentali | Coppe continentali | Coppe continentali | Altre coppe | Altre coppe | Altre coppe | Totale | Totale |
| Stagione               | Squadra                | Comp                   | Pres       | Reti       | Comp            | Pres            | Reti            | Comp               | Pres               | Reti               | Comp        | Pres        | Reti        | Pres   | Reti   |
| ---------------------- | ---------------------- | ---------------------- | ---------- | ---------- | --------------- | --------------- | --------------- | ------------------ | ------------------ | ------------------ | ----------- | ----------- | ----------- | ------ | ------ |
| 2018-gen. 2019         | Drava Ptuj             | 2.SNL                  | 5          | 1          | CS              | 1               | 0               | -                  | -                  | -                  | -           | -           | -           | 6      | 1      |
| 2020-gen. 2021         | Krka                   | 2.SNL                  | 3          | 1          | -               | -               | -               | -                  | -                  | -                  | -           | -           | -           | 1      | 0      |
| gen.-giu. 2021         | Olimpia Lubiana        | 1.SNL                  | 4          | 0          | CS              | 1               | 0               | UEL                | -                  | -                  | -           | -           | -           | 5      | 0      |
| 2021-2022              | Olimpia Lubiana        | 1.SNL                  | 32         | 2          | CS              | 1               | 0               | UECL               | 4                  | 0                  | -           | -           | -           | 37     | 2      |
| 2022-2023              | Olimpia Lubiana        | 1.SNL                  | 34         | 9          | CS              | 5               | 0               | UECL               | 2                  | 1                  | -           | -           | -           | 41     | 10     |
| lug.-ago. 2023         | Olimpia Lubiana        | 1.SNL                  | 4          | 1          | CS              | 0               | 0               | UCL+UEL+UECL       | 6+1+0              | 0                  | -           | -           | -           | 10     | 1      |
| Totale Olimpia Lubiana | Totale Olimpia Lubiana | Totale Olimpia Lubiana | 74         | 12         |                 | 7               | 0               |                    | 13                 | 1                  |             | -           | -           | 94     | 13     |
| ago. 2023-2024         | Eyüpspor               | 1.Lig                  | 21         | 2          | TK              | 2               | 0               | -                  | -                  | -                  | -           | -           | -           | 23     | 2      |
| ago.-sett. 2024        | Eyüpspor               | SL                     | 2          | 0          | TK              | 0               | 0               | -                  | -                  | -                  | -           | -           | -           | 2      | 0      |
| Totale Eyüpspor        | Totale Eyüpspor        | Totale Eyüpspor        | 23         | 2          |                 | 2               | 0               |                    | -                  | -                  |             | -           | -           | 25     | 2      |
| sett. 2024-2023        | Celje                  | 1.SNL                  | 17         | 5          | CS              | 2               | 0               | UCL+UEL+UECL       | 0+0+10             | 0+0+2              | -           | -           | -           | 29     | 7      |
| Totale carriera        | Totale carriera        | Totale carriera        | 122        | 21         |                 | 12              | 0               |                    | 23                 | 3                  |             | -           | -           | 157    | 24     |

### Cronologia presenze e reti in nazionale
| Cronologia completa delle presenze e delle reti in nazionale ― Slovenia | Cronologia completa delle presenze e delle reti in nazionale ― Slovenia | Cronologia completa delle presenze e delle reti in nazionale ― Slovenia | Cronologia completa delle presenze e delle reti in nazionale ― Slovenia | Cronologia completa delle presenze e delle reti in nazionale ― Slovenia | Cronologia completa delle presenze e delle reti in nazionale ― Slovenia | Cronologia completa delle presenze e delle reti in nazionale ― Slovenia | Cronologia completa delle presenze e delle reti in nazionale ― Slovenia |
| Data                                                                    | Città                                                                   | In casa                                                                 | Risultato                                                               | Ospiti                                                                  | Competizione                                                            | Reti                                                                    | Note                                                                    |
| ----------------------------------------------------------------------- | ----------------------------------------------------------------------- | ----------------------------------------------------------------------- | ----------------------------------------------------------------------- | ----------------------------------------------------------------------- | ----------------------------------------------------------------------- | ----------------------------------------------------------------------- | ----------------------------------------------------------------------- |
| 14-11-2024                                                              | Lubiana                                                                 | Slovenia                                                                | 1 – 4                                                                   | Norvegia                                                                | UEFA Nations League 2024-2025 - 1º turno                                | -                                                                       | 80’                                                                     |
| Totale                                                                  |                                                                         | Presenze                                                                | 1                                                                       |                                                                         | Reti                                                                    | 0                                                                       |                                                                         |

## Palmarès

### Club

#### Competizioni nazionali
- Campionato sloveno: 1

Olimpia Lubiana: 2022-2023
- TFF 1. Lig: 1

Eyüpspor: 2023-2024
- Coppa di Slovenia: 3

Olimpia Lubiana: 2020-2021, 2022-2023
Celje: 2024-2025

### Individuale
- Squadra della stagione della UEFA Conference League: 1

2024-2025